# Tibor Nyilas
Tibor Nyilas   (Budapest, 3 de juny de 1914 - Queens, 19 de maig de 1986) va ser un tirador d'esgrima hongarès que va competir entre les dècades de 1930 i 1950 sota bandera dels Estats Units.
Nascut a Hongria, emigrà als Estats Units el 1939 causa del clima polític inestable que es vivia al país. S'inicià en l'esgrima de ben jove amb el mestre Giorgio Santelli. El 1937 es llicencià en medicina. Als Estats Units va viure a Saint Louis i Nova York, on va exercir de metge.
Durant la seva carrera esportiva va participar en quatre edicions dels Jocs Olímpics d'Estiu. El 1948, 1952, 1956 i 1960. Als Jocs de Londres de 1948 va guanyar la medalla de bronze en la prova de sabre per equips. En les altres participacions destaquen la quarta posició en la prova de sabre per equips el 1952 i 1960.
En el seu palmarès també destaquen sis medalles als Jocs Panamericans, cinc d'or i una de plata, en les edicions de 1951, 1955 i 1959.